# Voo Atlantic Southeast Airlines 2311
O voo 2311 da Atlantic Southeast Airlines era uma rota doméstica regional de passageiros do Aeroporto Internacional Hartsfield-Jackson Atlanta para o Glynco Jetport (renomeado Aeroporto Brunswick Golden Isles) em Brunswick, Geórgia. Em 5 de abril de 1991 um bimotor turboélice Embraer EMB 120 "Brasília" que fazia esta rota, caiu ao norte de Brunswick na aproximação final ao aeroporto Brunswick Golden Isles. Todas as 23 pessoas a bordo do avião morreram, incluindo o astronauta Sonny Carter da NASA e o ex-senador dos Estados Unidos John Tower. Quatro anos depois, em 21 de agosto de 1995, outro EMB-120 da mesma companhia aérea caiu perto de Carrollton no mesmo estado em circunstâncias semelhantes, com nove mortes.

## Aeronave e tripulação
A aeronave envolvida no acidente era um Embraer EMB 120 "Brasília" (matrícula N270AS), fabricado em 30 de novembro de 1990. Estava equipado com dois motores Pratt & Whitney PW-118 e hélices Hamilton Standard 14RF-9. O avião recebeu seu certificado de aeronavegabilidade padrão dos EUA em 20 de dezembro de 1990. A aeronave havia acumulado cerca de 816 horas de voo e 845 ciclos antes do acidente. Apenas um item de manutenção diferida foi anotado nos registros de manutenção, por vazamento de combustível da carenagem da unidade auxiliar de energia (APU). O disjuntor do APU foi puxado enquanto peças sobressalentes podiam ser disponibilizadas para consertar a carenagem. Como não eram necessários no momento, a aeronave não tinha gravador de voz da cabine ou gravador de dados de voo.
O capitão Mark Friedline, de 34 anos, foi contratado pela Atlantic Southeast Airlines em maio de 1981. Ele estava totalmente qualificado para voar três aeronaves comerciais diferentes, incluindo o EMB-120. No momento do acidente, ele havia acumulado um total estimado de 11.724 horas de vôo, das quais 5.720 horas no EMB-120. Ele esteve envolvido no desenvolvimento do EMB-120, e sua introdução em serviço nos Estados Unidos, e foi treinado para pilotar a aeronave pelo fabricante. Um inspetor descreveu seu conhecimento de sistemas de aeronaves "extenso" e suas técnicas de piloto como "excelentes". O primeiro oficial Hank Johnston, de 36 anos, foi contratado pela Atlantic Southeast Airlines em junho de 1988. Ele era um instrutor de voo qualificado. Como mais de 6 meses se passaram desde que ele passou por uma inspeção médica da FAA e recebeu um certificado de primeira classe, seu certificado de primeira classe foi automaticamente revertido para um certificado de segunda classe. Uma certificação de segunda classe era adequada para suas funções como primeiro oficial. No momento do acidente, ele havia acumulado cerca de 3.925 horas de vôo total, das quais 2.795 horas eram no EMB-120.

## Voo e acidente
Na manhã do acidente, o capitão e o primeiro oficial chegaram ao Aeroporto Regional de Dothan de táxi por volta das 06:15 UTC-6. O motorista do táxi relatou que a tripulação estava de bom humor e prontamente engajada em uma conversa .A tripulação voou primeiro para Atlanta, em seguida, realizou uma viagem de ida e volta para Montgomery, Alabama, antes de retornar para Atlanta. Após esta viagem de ida e volta, a tripulação teve uma pausa programada para cerca de duas horas e meia hora, em que foram descritos como bem descansados e falantes.
O voo 2311 estava programado inicialmente para ser operado pelo N228AS, outro EMB-120. Este avião passou por problemas mecânicos, então o voo foi trocado para o N270AS. Esta aeronave já havia voado quatro vezes naquele dia do acidente, sem relatos de quaisquer problemas. O voo 2311 partiu de Atlanta às 13:47 UTC-5 (15:47 UTC-3, 18:47 UTC), 23 minutos atrasado.
O voo 2311 desviou ligeiramente em sua trajetória de voo para Brunswick para evitar mau tempo. Logo após as 14h48, a tripulação de voo comunicou ao centro de controle de tráfego da rota aérea de Jacksonville que o aeroporto estava à vista e o voo 2311 foi posteriormente liberado para uma abordagem visual de Glynco Jetport, que a tripulação de voo reconheceu.
A última transmissão recebida do voo 2311 foi para o gerente da ASA no aeroporto, que relatou que o voo fez uma "chamada dentro do alcance" na radiofrequência da companhia e que o piloto não deu nenhuma indicação de que o voo estava com problemas mecânicos. Testemunhas relataram ter visto a aeronave se aproximando do aeroporto em condições meteorológicas visuais em uma altitude muito inferior à normal. Várias testemunhas estimaram que a aeronave sobrevoou a uma altitude de 100 a 200 pés acima do solo.
De acordo com a maioria das testemunhas entrevistadas, o avião rolou repentinamente para a esquerda até que as asas estivessem perpendiculares ao solo.  A aeronave então desceu com o nariz para baixo e desapareceu de vista atrás de árvores perto do aeroporto. Uma testemunha disse aos investigadores que viram uma nuvem de fumaça emanar da aeronave antes ou depois de o avião rolar para a esquerda. Outros relataram ruídos altos do motor descritos como um guincho, gemido ou um motor em excesso de velocidade ou aceleração durante os últimos momentos do voo, embora eles tenham dito que esses ruídos pareciam ter parado, ou pelo menos diminuído antes que a aeronave colidisse com terreno plano a 2 milhas da pista.
Uma testemunha entrevistada pelo NTSB, um piloto que dirigia em uma estrada a sudoeste do aeroporto, disse aos investigadores que viu o avião em voo normal em altitudes normais e que acreditava que a aproximação não era anormal. O avião completou uma curva de 180° a partir da perna do vento a favor da abordagem e continuou a curva. Ele então viu a aeronave inclinar-se ligeiramente, antes de rolar para a esquerda até que as asas estivessem verticais. O avião então virou o nariz para baixo e se espatifou no chão. Ele não viu fogo ou fumaça durante o voo e acreditou que as duas hélices estavam girando.

## Investigação

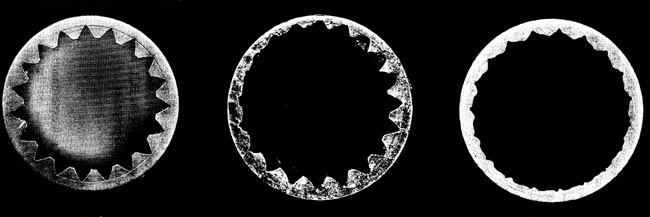
Foto de New Quill (esquerda) e duas Colchas Desgastadas da N270A (centro e direita)

Uma investigação realizada pelo National Transportation Safety Board (NTSB) determinou inicialmente que um mau funcionamento das superfícies de controle de voo, incluindo um leme ou ailerons ou flaps assimétricos, não poderia ter causado o acidente, depois que vários pilotos em simuladores conseguiram manter o aeronaves sob controle. A falha do motor também foi excluída pela inspeção detalhada dos dois motores. Os investigadores descobriram que "as circunstâncias deste acidente indicam que uma condição de empuxo assimétrico severo causou uma rotação para a esquerda que levou à perda de controle do avião. A investigação do NTSB examinou todos os eventos possíveis que poderiam ter causado a perda de controle. e os exames da hélice indicaram que os motores estavam operando normalmente, mas que ocorreu um mau funcionamento do sistema da hélice" o que permitiu que os ângulos da hélice esquerda fossem orientados quase perpendiculares à direção de voo, resultando em empuxo insuficiente e superior arraste no lado esquerdo.
O NTSB conduziu um voo de teste em um EMB-120 com o motor esquerdo com o mecanismo de controle da hélice ajustado para uma condição mecânica semelhante, mas impedindo as pás da hélice de se moverem abaixo de 22 ° para não colocar em perigo a tripulação de voo. A tripulação de voo foi considerada incapaz de perceber qualquer problema com o avião até que o ângulo da pá da hélice estivesse entre 24 e 26 °. Eles afirmaram que o avião teria "se tornado muito difícil de controlar depois que a hélice atingiu a parada de 22°, de modo que os pilotos do voo 2311 muito provavelmente não notaram um problema com o avião até que a hélice começasse a excesso de velocidade e o controle de rotação fosse afetado. " Assim, a tripulação de vôo não teria sido capaz de declarar uma emergência, pois o evento foi tão repentino. As pás da hélice do motor esquerdo da aeronave acidentada foram para 3 ° em vez dos 79,2° comandados para embandeiramento.
O relatório final do NTSB, embora reconheça que a prática da Atlantic Southeast de sobrecarregar os pilotos (os pilotos receberam apenas 5 a 6 horas de sono, em violação aos regulamentos federais da aviação) não teve participação direta no acidente, ainda levantou preocupações de que a companhia aérea, junto com outras companhias aéreas", períodos de descanso reduzidos programados para cerca de 60% das paradas em suas operações diárias. O NTSB acredita que esta prática é inconsistente com o nível de segurança pretendido pelos regulamentos, que é permitir redução períodos de descanso como uma contingência a uma interrupção do cronograma e tem o potencial de afetar adversamente a aptidão e o desempenho do piloto."

### Causa provável
Em 28 de abril de 1992, o NTSB publicou seu relatório final do acidente, incluindo a determinação da causa do desastre:

O Conselho Nacional de Segurança nos Transportes determina que a causa provável do acidente do voo 2311 da Atlantic Southeast Airlines foi a perda de controle em voo em decorrência de um mau funcionamento da unidade de controle da hélice do motor esquerdo, o que permitiu que os ângulos das pás da hélice ficassem abaixo da posição de marcha lenta de voo. Contribuiu para o acidente o projeto deficiente da unidade de controle da hélice pela Hamilton Standard e a aprovação do projeto pela Administração Federal de Aviação. O projeto não avaliou corretamente o modo de falha que ocorreu durante este voo, o que resultou em um movimento não comandado e incorrigível das pás da hélice esquerda do avião abaixo da posição de marcha lenta.

## Passageiros notáveis
O ex-senador do Texas (e chefe da Comissão da Torre para o caso Irã-Contras) John Tower e o astronauta Manley "Sonny" Carter morreram no acidente.

## Dramatização
A série de TV Mayday do Discovery Channel Canada / National Geographic (também chamada de Air Crash Investigation, Air Emergency ou Air Disasters) fez a reconstituição do acidente em um episódio de 2016 intitulado "Steep Impact" ("Impacto Íngreme" no Brasil).